# Tour of Ireland
Tour of Ireland (på iriska Turas na hÉireann, "Irland runt"), från 1985 till 1992 kallat Nissan Classic (efter det sponsrande bilföretaget), var ett irlänsdakt etapplopp i landsvägscykling som avhölls från 1953 till 2009, med två längre avbrott. Till och med 1984 var det ett amatörlopp, men från 1985 öppnades det för professionella. De inledande åren hölls loppet i april, men från och med återupplivandet 1965 gick det på hösten (augusti–oktober). Upplagan 1987 ingick i Super Prestige Pernod (vilken lades ner året därpå), medan upplagorna från 2007 till 2009 ingick i UCI Europe Tour klassificerat som 1.1. 2010 ställdes loppet in på grund av finansiella problem och det har inte arrangerats sedan dess.

## Podieplaceringar
| År         | Vinnare         | Tvåa              | Trea            |
| Amatörer   |                 |                   |                 |
| 1953       | Brian Haskell   | John Perks        | Andrew Walker   |
| 1954       | Bernard Pusey   | Shay Elliott      | Tony Hoar       |
| 1955       | Brian Haskell   | John Lackey       | Jim Grieves     |
| 1956       | James Rae       | Bill Hodgson      | William Best    |
| 1957- 1964 | ej avhållet     | ej avhållet       | ej avhållet     |
| 1965       | Brian Jolly     |                   |                 |
| 1966       | Roy Hempsall    |                   |                 |
| 1967       | Nigel Dean      | Reggie Kearns     |                 |
| 1968       | Peter Doyle     | Doug Dailey       | Dave Kane       |
| 1969       | Morris Foster   | Joe Smyth         | Stanisław Gazda |
| 1970       | Paul Elliott    | Bob Crayford      | Noel Gallagher  |
| 1971       | Doug Dailey     | Peter Doyle       | Bruce Biddle    |
| 1972       | Liam Horner     | Dave Beattie      | Joël Mattens    |
| 1973       | Doug Dailey     | John Clewarth     | John Howard     |
| 1974       | Tony Lally      | Hans Wüthrich     | Jacob Langen    |
| 1975       | Patrick McQuaid | Archie Cunningham | Alan McCormack  |
| 1976       | Patrick McQuaid | Sergio Gerosa     | Ernst Nyffeler  |
| 1977       | Ángel Arroyo    | Billy Kerr        | Svend Baltzer   |
| 1978       | John Shortt     | Billy Kerr        |                 |

| År                               | Vinnare           | Tvåa               | Trea             |
| 1979                             | Ron Hayman        | Phil Anderson      | Stephen Roche    |
| 1980                             | Arthur Cunningham | Norman Campbell    | Tommy Mannion    |
| 1981                             | David Grindley    |                    | Billy Kerr       |
| 1982                             | Billy Kerr        | David Gardiner     | Gary Thomson     |
| 1983                             | ej avhållet       | ej avhållet        | ej avhållet      |
| 1984                             | Bob Downs         | Hans-Henrik Ørsted | Gary Thomson     |
| Professionella – Nissan Classic  |                   |                    |                  |
| 1985                             | Sean Kelly        | Adrie van der Poel | Teun van Vliet   |
| 1986                             | Sean Kelly        | Steve Bauer        | Kim Andersen     |
| 1987                             | Sean Kelly        | Stephen Roche      | Heinz Imboden    |
| 1988                             | Rolf Gölz         | Malcolm Elliott    | Sean Kelly       |
| 1989                             | Eric Vanderaerden | Charly Mottet      | Thomas Wegmüller |
| 1990                             | Erik Breukink     | Johan Museeuw      | Sean Yates       |
| 1991                             | Sean Kelly        | Sean Yates         | Johan Museeuw    |
| 1992                             | Phil Anderson     | Raúl Alcalá        | Andrei Tchmil    |
| 1993- 2006                       | ej avhållet       | ej avhållet        | ej avhållet      |
| Professionella – Tour of Ireland |                   |                    |                  |
| 2007                             | Stijn Vandenbergh | Marcus Ljungqvist  | Aaron Olsen      |
| 2008                             | Marco Pinotti     | Russell Downing    | Julian Dean      |
| 2009                             | Russell Downing   | Lars Nordhaug      | Matti Breschel   |